# Knut Hamsun
Knut Hamsun, egentligen Knut Pedersen, född 4 augusti 1859 i Vågå (alt. Lom), Oppland fylke, död 19 februari 1952 på Nørholm utanför Grimstad, Aust-Agder fylke, var en norsk författare. Han mottog 1920 Nobelpriset i litteratur.
Hamsun räknas som en av 1900-talets mest inflytelserika litterära stilister, och anses av många ha gett upphov till den moderna romanen. Hans författarskap sträcker sig över 70 år och innefattar fler än 20 romaner, en diktsamling, noveller, pjäser, reseskildringar, essäer och debattartiklar i dagspressen. Det stora genombrottet kom med romanen Sult år 1890.

## Biografi

### Tidiga år

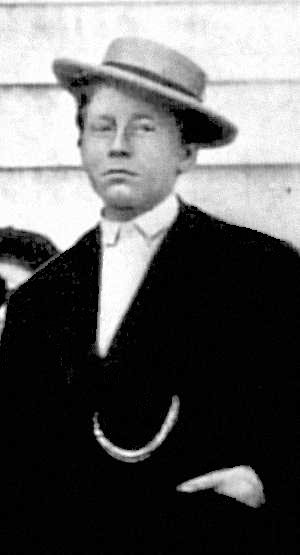
Knut Hamsun på Tranøy som 14-åring.

Hamsun föddes i Gudbrandsdalen. När han var tre år gammal flyttade hans far, som var skräddare i Lom, till Hamarøy i Nordland för att där skaffa sig bättre inkomster, och köpte där gården Hamsund. Hemmet var fattigt och hans barn- och ungdomsår hårda och prövande. Han fick tidigt hjälpa till i hemmet, och 9 år gammal fick han tjänst hos en morbror, som behandlade honom strängt. 1873 var han ett år bodbiträde i Gudbrandsdalen och hade därefter samma anställning i Nordland. Han livnärde sig en sommar som gårdfarihandlare, gav sig i skomakarlära, var biträde åt en länsman och skötte en tid en skola. Redan under denna tid gjord sig Hamsuns litterära anlag gällande. Han läste vad han kom över och skrev också själv. Hans första verk var i följetongsstil Den Gaadefulde. En Kjærlighedshistorie fra Nordland (1877), senare med Bjørnstjerne Bjørnson som förebild (Bjørger. Fortælling (1879).
1879 lämnade Hamsun Nordland för att på ett lån om 1 000 kronor på allvar försöka slå sig fram som författare. Det misslyckades. Han fick åter för att försörja sig ge sig ut i praktiskt arbete, och var 1880–82 vägarbetare, varefter han emigrerade till USA för att pröva lyckan. En lungblödning tvingade honom 1884 att återvända, men efter att utan framgång ha försökt slå igenom som författare i Kristiania återvände han 1886 till USA, där han av ekonomiska skäl åter tvingades försörja sig med kroppsarbete. I Minneapolis gjorde han sig uppskattad som journalist och litterär föredragshållare. 1888 återvände Hamsun till Europa och Köpenhamn, som vid denna tid var Nordens litterära centrum. Genom ett i Ny Jord i november 1888 anonymt infört avsnitt ur den självbiografiska Sult väckte Hamsun stort uppseende i den litterära världen.

### Tidig Hamsun

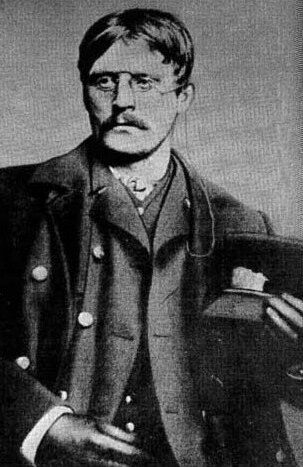
Hamsun som spårvagnskonduktör i Chicago under sin första vistelse i USA, 1884.

Debuten under namnet Hamsun var Fra det moderne Amerikas Aandsliv (1889), en ganska negativ betraktelse från de år han tillbringade i USA. Samma år utkom även den politiska broschyren Lars Oftedal med samma tema. Det var dock han nästa roman, den delvis tidigare publicerade Sult (1890), en psykologisk skildring av svältens effekter och den oetablerade författarens hårda livsvillkor, som etablerade honom som författare. Genom sitt starka betonande av fantasins betydelse för diktaren och förkastande av naturalismens moraliserande och krav på fördjupad psykologisk analys och därav betingat känsligare språk kom Hamsun att i norsk litteratur representera den omkring 1890 runt om i Europa framväxande oppositionen mot naturalismen. I föredrag och artiklar angrep han häftigt de stora norska diktarna, av vilka dock fortfarande Bjørnstjerne Bjørnson delvis var föremål för hans höga uppskattning.
Politiskt framträdde han redan nu som en ytterlighetsman. I sina närmaste romaner lät Hamsun en manlig huvudperson, överkänslig, idérik, passionerad, duka under för en spetsborgerlig, egoistisk på yttre framgång inriktad miljö. Nederlaget rör sig ofta även inom kärlekslivets område. Inflytande märks särskilt från Fjodor Dostojevskij, August Strindberg och Friedrich Nietzsche. Aktuell polemik drivs ofta genom romanhjältarna. Hans Mysterier (1892) väckte indignation genom sina angrepp mot samtida diktare och politiker. Redaktør Lynge (1893) var ett tämligen oförtäckt angrepp mot O. Thommesen, redaktör för Verdens Gang, som enligt Hamsun och många andras mening svikit vänsterns sak.
I Pan. Af Løjtnant Glahns Papirer (1894), där Hamsun för första gången förlägger handlingen till Nordland, fick samtidskritiken helt ge vika för natursvärmeri och erotiska stämningar. Efter dessa romaner, som förde Hamsun till den ledande platsen bland de yngre norska författarna, övergick han till dramatiken. Ved Rigets Port (1895), Livets Spil (1896) och Aftenrøde (1898), bildar en trilogi, där Hamsun med tydlig anknytning till samtiden skildra ålderdomens förnedrande inverkan på människorna genom att visa hur den förvandlar den unge revolutionäre idébäraren till en förbenad spetsborgare (grubblaren Ivar Kareno), utan förståelse för det unga och nya i tiden, ett tema, som Hamsun gång på gång med det självupplevdas intensitet varierat i dikt, artiklar och föredrag. Det erotiska problemet, som också berörs i trilogin, har Hamsun främst, om inte djupast behandlat i Victoria, ett av hans mest uppskattade verk. 1898 fick Hamsun statsstipendium och besökte Finland, Ryssland, Persien och Turkiet. Reseintrycken finns behandlade i I Æventyrland (1903) och i Under Halvmaanen (1905). Liksom Verner von Heidenstam tidigare tjusades han av Österlandets kontemplativa ro, som han ställde i skarp kontrast mot Västerlandets amerikanisering.

### 00-talet
Efter 20 år besökte Hamsun 1900 åter Nordland, upptagen av ett stort verk, versdramat Munken Vendt (1902), en bred, romantisk Nordlandsskildring från slutet av 1700-talet, formellt påverkad av Henrik Ibsens Peer Gynt. Huvudpersonen, den frie, trotsige, naturälskaren är en variant av hans första böckers hjälte. 1903 utgav Hamsun förutom I Æventyrland en samling skisser, Kratskog, och det historiska skådespelet Drottning Tamara, Hamsuns minst personliga verk. Han hade allt emellanåt framträtt som poet. Samlingen Det vilde Kor, som innehöll naturstämningar, hyllningsdikter, bland annat den ståtliga till Bjørnstjerne Bjørnson 70-årsdag 1902, och litterära satirer, gav honom en plats bland Norges främsta lyriker. Några dikter i kåserande ton hade stor betydelse för yngre norsk lyrik, främst Herman Wildenwey. Sværmere (1904), är en munter, lekande Nordlandsberättelse. Stridende Liv (1905) innehåller berättelser och skisser.
Hamsun hade i dikt och uttalanden oupphörligt hävdat ungdomens rätt gentemot de gamla: att själv känna sig åldras. Det vanskliga var enligt Hamsun at klare den skjæbnesvangre Overgang til Alderdomen paa en vakker Matte. Ur dessa upplevelser framgick Under Høststjernen (1907) och En Vandrer spiller med Sordin (1909), fulla av fina naturstämningar och analyser av en åldrande mans kärleksliv. Hamsuns diktning ändrade vid denna tid karaktär. Om hans första arbeten haft en enstaka gestalt som huvudkaraktär, ganska lik från bok till bok, blir nu hans romaner breda skildringar med ett myller av personer. Den subjektivt lyriska framställningen ersätts av en objektivt episk. Handlingen förläggs nästan genomgående till Nordland. Den första frukten av denna nyorientering av bonderomanen Benoni (1908) och fortsättningen Rosa (1909). I skådespelet Livet i Vold (1910) återgick Hamsun till gammal miljö och gammalt motiv, människans kamp mot åldrandet. Nordnorge och bondelivet fängslade alltmera Hamsuns intresse.

### 10- och 20-talen

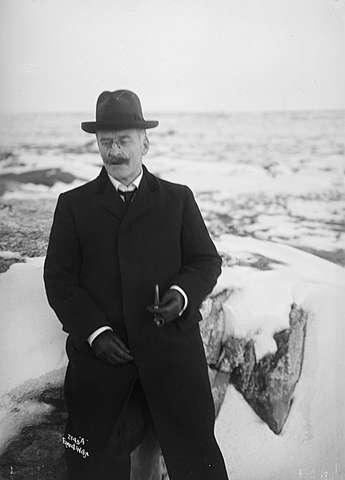
Knut Hamsun fotograferad av Anders Beer Wilse, 1914.

1911 köpte han en gård i Hamarøy, nära det forna föräldrahemmet. Han ägnade sig med iver åt gårdens skötsel och upplevde under denna tid en ny produktiv period. I Den siste Glæde (1912) prisas det enkla, arbetsfyllda livet och barnen är det som kallas den sista glädjen. I Børn af Tiden (1913) och Segelfoss By (1915) ges en bred samtidsskildring av den nya tidens inträde i Nordland, dess sociala och ekonomiska konsekvenser, herrgårdskulturens undergång för amerikansk företagaranda och amerikaniserat nöjesliv, uppburet av den framväxande proletära arbetarbefolkningen. 1917 flyttade Hamsun söderut till Larvik. Samma år utkom Markens gröda, som i skildringen av nybyggaren Isaks strävsamma odlingsarbete ger det fullödigaste uttrycket för diktarens nya inställning till livet, hans höga uppskattning av bondens nybyggande verksamhet, mästerverket i hans senare produktion, vilket gav honom Nobelpriset i litteratur 1920.
1918 förvärvade Hamsun gården Nørholm i Aust-Agder, där han sedan delade sin tid mellan nyodling och diktning. Konerne ved Vandposten (1920) var en besk satirisk småstadsskildring, Siste Kapitel (1923), som utspelar sig på ett sjukhem, visar på Hamsuns intresse för döden. I Folkslivsskildringarna Landsstrykere (1927) och fortsättningen August (1930), som bygger på ungdomsminnen från Nordland, är tonen mera lättsam.

### De sista åren
Hamsun sympatiserade med Tyskland både under första och andra världskriget. Under andra världskriget träffade han både Joseph Goebbels (som han 1943 skänkte sin nobelprismedalj till) och Adolf Hitler och ställde sig till propagandistiskt förfogande för Vidkun Quislings regering. Detta ledde efter krigets slut till att Hamsun under en period spärrades in på Vinderen sindsygeasyl för psykiatrisk undersökning samt dömdes till höga böter och i princip förlorade allt han ägde.
Hamsuns sista verk blev den självbiografiska Paa gjengrodde Stier (1949), där han försöker förklara och försvara sitt ställningstagande för nazismen.

## Politisk åskådning och förhållandet till Nazityskland
Hamsuns politiska åsikter formades i slutet av 1800-talet och de första åren av 1900-talet, och han behöll sin hållning resten av sitt liv. Han var en stor vän av Tyskland och tysk kultur. Enligt Atle Kittang var Tyskland i Hamsuns politiska mytologi "den unga nationen" med ungdomens legitima anspråk på utveckling. England representerade för Hamsun å andra sidan "den skröpliga ålderdomen som med alla medel försöker att hålla ungdomen nere".
Hamsun hade efter sin amerikanska vistelse en negativ syn på den anglosaxiska världen och var mycket kritisk till den brittiska imperialismen, som då hade sin storhetstid. Särskilt boerkriget gjorde starkt intryck på Hamsun. Där besegrade britterna de europeiskättade boerna i Sydafrika i ett krig som på den tiden uppfattades som både brutalt och som Davids kamp mot Goliat – det lilla boerfolket mot det brittiska världsimperiet. Hamsun hade därtill fått en stor publik i Tyskland, medan han aldrig lyckats slå igenom i England.
Han utvecklade stadigt en alltmer kritisk syn på samhällsutvecklingen och kom att anamma reaktionära åsikter. Han var kritisk till kapitalismen, industrialiseringen och den moderna demokratin, och stod för en längtan tillbaka till feodala förhållanden inom politik och moral, en idealisering av naturen, bondehushållningen och det "naturliga" bandet mellan människor och omvärlden.
Under första världskriget, under vilket Norge var neutralt, gav Hamsun offentligt uttryck för sitt stöd för Tyskland. Hamsun utmärkte sig efter hand som en skarp motståndare till kommunismen och Sovjetunionen. Under 30-talet gjorde Hamsun allt fler yttranden som bidrog till att han associerades med nazistiska och fascistiska ståndpunkter. Hamsuns åsikter delades av en stor del av den politiska högern på den tiden, inklusive de borgerliga tidningarna Aftenposten och Morgenbladet och partierna Høyre och Bondepartiet. År 1935 tog Hamsun, liksom den norska högern i allmänhet, avstånd från tilldelningen av Nobels fredspris till den spiondömde tyske pacifisten Carl von Ossietzky. Trettiotre andra författare, med Sigrid Undset i spetsen, markerade sitt avståndstagande från Hamsuns och den norska högerns angrepp mot Ossietzky.
När andra världskriget kom till Norge 1940 var Knut Hamsun 80 år gammal och led av hörselnedsättning. Han hade svårt att lyssna på radio och klagade på att han kände sig isolerad. I april 1942 drabbades han av fall av hjärnblödning, vilket upprepades 1944. Uppgifter om kriget fick han genom Nasjonal Samling-organet Fritt Folk och Aftenposten. Under den tyska ockupationen skrev Hamsun flera tyskvänliga artiklar i norska tidningar. Både på begäran och på eget initiativ skrev han ett upprop mot motståndsrörelsen och norrmän i de allierades tjänst. Bland annat uppmanade han norrmännen att lägga ner vapnen och ge upp motståndet och i stället samarbeta med ockupationsmakten. Hamsun skrev att "tyskarna kämpar för oss alla och bryter nu Englands tyranni över oss och alla neutrala".
Efter ett möte med Joseph Goebbels 1943 sände Hamsun sin Nobelprismedalj som gåva till honom. Detta skedde efter att Sigrid Undset under sin turné i USA uppgivit att alla skandinaviska Nobelpristagare, utom Hamsun, hade donerat sina medaljer till Finlandshjälpen. Hamsun lät Goebbels få veta att han inte kände någon "som så outtröttligt år efter år har skrivit och talat för Europas och mänsklighetens sak så idealistiskt som ni, herr minister".
Hamsun närmade sig flera gånger ockupationsmakten och Josef Terboven, och även myndigheterna i Tyskland, med en bön om att benåda norrmän som gripits, dömts till döden eller skickats till tyska fångläger. I juni 1943 fick han träffa Hitler, och under mötet beklagade han sig över förhållandena i det ockuperade Norge och begärde att Terboven skulle avskedas från sin tjänst. Hitler ville emellertid inte diskutera politik med Hamsun; han blev irriterad och visade honom på dörren. Det anses klarlagt att Hamsun var medlem av NS och han dömdes efter kriget till slutligen till 325.000 kronor i böter. En summa stor nog att ruinera familjen.
Enligt Thorkild Hansens tolkning skickade Hamsun sin Nobelmedalj till Goebbels som en del av en strategi att få träffa Hitler. Efter Hitlers död skrev Hamsun emellertid en uppseendeväckande och berömmande dödsruna i Aftenposten den 7 maj 1945, där han beskrev diktatorn som ”en krigare för mänskligheten”. Knut Hamsuns hustru Marie var under kriget aktiv som personalchef och föreläsare inom Nasjonal Samling. Hon höll föredrag för tyskar på Nørholm och reste runt i Tyskland, Danmark och Österrike och föreläste för de tyska trupperna om sin makes böcker.

## Eftermäle och tolkningar

### Litterärt inflytande

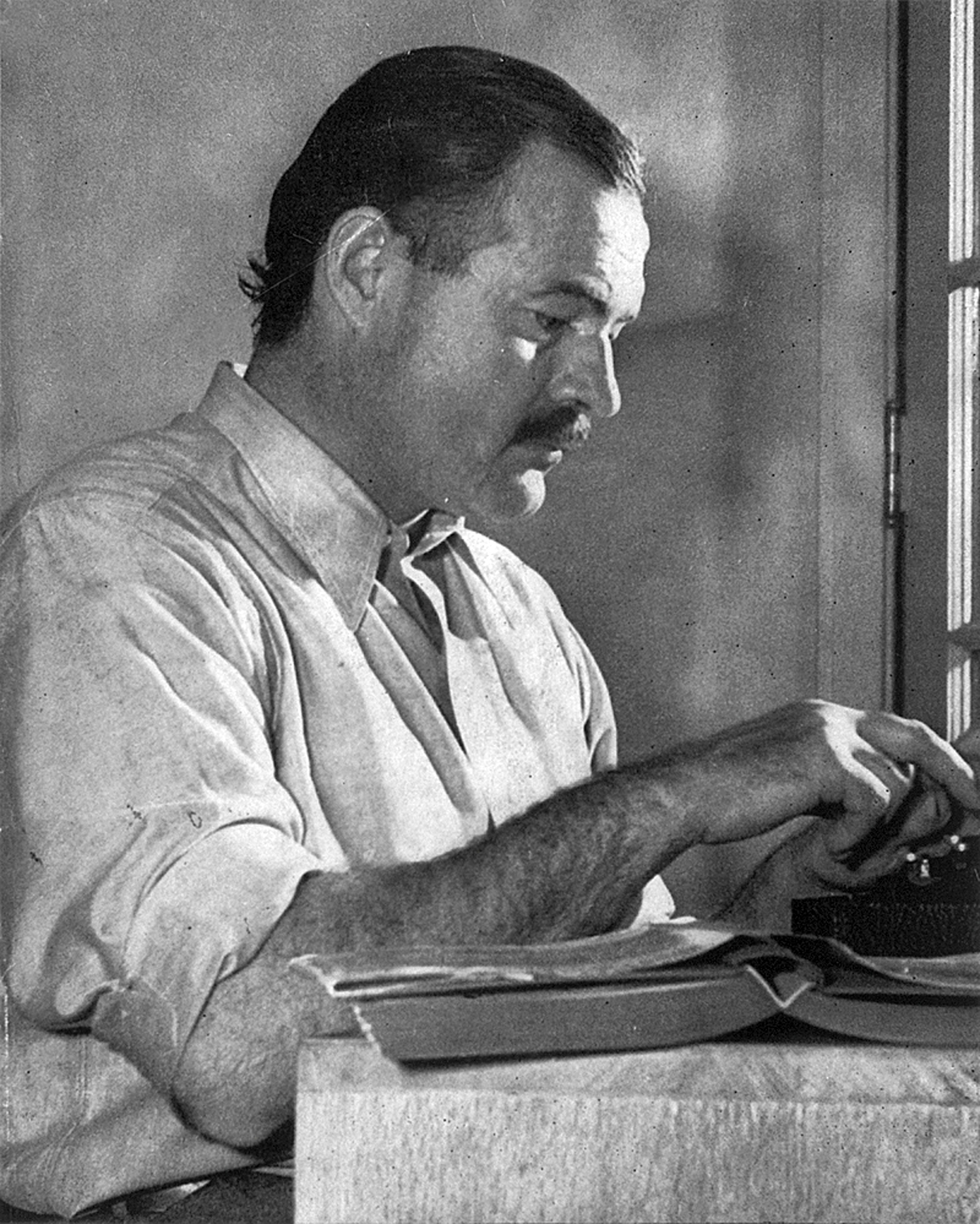
Ernest Hemingway sa att ”Hamsun lärde mig att skriva”.

Knut Hamsuns inflytande på modern europeisk och amerikansk litteratur är omfattande. Biografen Robert Ferguson (1988) menade att Hamsun var en av de mest inflytelserika och uppfinningsrika litterära stilisterna de senaste hundra åren och att det knappt fanns en enda levande författare i Europa eller Amerika som inte direkt eller indirekt stod i skuld till honom.
Den rysk-amerikanske författaren och Nobelpristagaren Isaac Bashevis Singer skrev 1967 att Hamsun var ”den moderna skönlitterära prosalitteraturens fader”. Ernest Hemingway sade att ”Hamsun lärde mig att skriva”, medan Sigurd Hoel påstod att ”det har aldrig uppstått en rikare utrustad människa i Norge”. Hermann Hesse kallade Hamsun sin favoritförfattare. Även Thomas Mann, Franz Kafka, Maksim Gorkij, Stefan Zweig och Henry Miller har gett uttryck för att de står i skuld till Hamsuns författarskap och att de försökte efterhärma hans stil. Albert Einstein sade: ”Jag anser honom vara en av vår tids största människor”, medan Maksim Gorkij menade att han inte kände till ”någon som kan likställas med Hamsun i skaparkraft”. Enligt Thomas Mann hade ”aldrig någon varit mer förtjänt av Nobelpriset”, och han liknade Hamsun vid Homeros och Dostojevskij.
1978 kom den danske författaren Thorkild Hansens bok Processen mot Hamsun, som orsakade mycket debatt i Norge. Citat från boken: ”vill du se idioter, så åk till Norge”.

### Hamsunåret 2009
År 2009, 150 år efter Hamsuns födelse, firades Hamsunåret i bland annat Oslo, Lom, Hamarøy och Grimstad. I samband med jubileet kom flera nya teateruppsättningar, både baserade på hans verk och hans liv, samt en utvidgad nyutgåva av hans samlade verk i 27 band. Språket i den nya utgåvan har moderniserats av Tor Guttu, och vid sidan av alla Hamsuns romaner omfattar samlingen också noveller, ungdomsdiktning, pjäser, anteckningar, dikter och sakprosa. Hamsun hedrades i samband med 150-årsjubileet med ett frimärke av norska Posten.

### Hamsun på film
I filmen Hamsun (1996) porträtterades han av Max von Sydow.

### Utmärkelser
Asteroiden 5838 Hamsun är uppkallad efter honom.